# Partizánske
Partizánske ist eine Stadt in der Slowakei. Die Stadt liegt in der Region Trenčín, etwa 110 km östlich von der Hauptstadt Bratislava, und hat ungefähr 24.000 Einwohner.

## Geschichte
Die Stadt entstand 1938 durch die Vereinigung mehrerer Dörfer (Malé Bielice (Klein-Bilitz), Veľké Bielice (Groß-Bilitz) und Šimonovany (Schimanowiz)) und trug bis 1948 den Namen Šimonovany (von einem der einverleibten Orte), dann von 1948 bis 1949 Baťovany (nach dem Schuhfabrikanten Baťa benannt) und schließlich seit 1949 Partizánske zu Ehren der Partisanen, die sich 1944 am Slowakischen Nationalaufstand beteiligten.

## Stadtteile

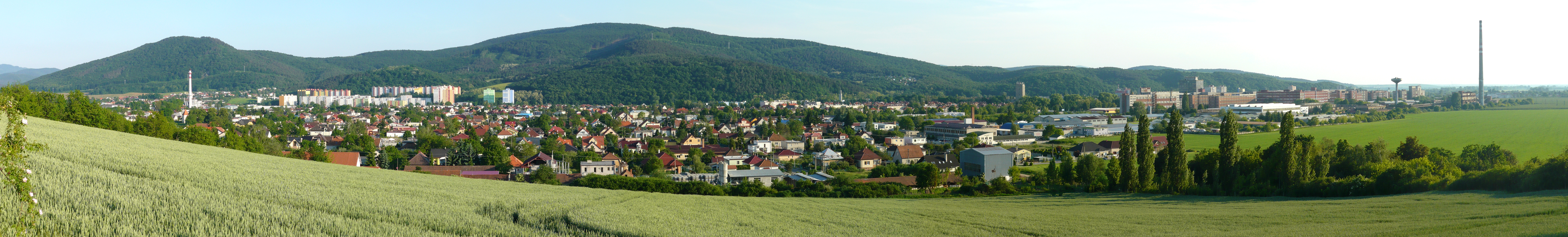
Panorama von Partizánske vom Norden der Stadt aus. Man sieht Šimonovany (Mitte) und Šípok (links), sowie die Fabrik Baťa (rechts) und das Stadtzentrum (hinten).

Die Gemeinde Partizánske besteht aus vier Orten, dem gleichnamigen Hauptort Partizánske, Veľké Bielice, Malé Bielice und Návojovce. Die Orte waren einst eigenständig und wurden 1976 zu einer Gemeinde zusammengefasst. Der Ort Partizánske lässt sich wiederum in sechs Viertel einteilen: Centrum, Luhy I, Luhy II, Štrkovec, Šimonovany et Šípok.

### Partizánske
- Im Zentrum von Partizánske lassen sich Restaurants und Einkaufsmöglichkeiten finden. Am Platz des Slowakischen Nationalaufstandes befindet sich das Rathaus von Partizánske und nicht weit davon der Bahnhof, sowie ein Park mit einer Kirche.

- Luhy I und II sind Großwohnsiedlungen bestehend aus großen Betonwohnhäusern und befinden sich westlich des Zentrums. Sie werden von den beiden Flüssen Nitra und Nitrica umflossen.

- Šimonovany, im Nordosten liegend, ist der historische Stadtteil. Bevor die Stadt gegründet wurde, befand sich hier einst ein kleines Dorf. Es findet sich dort eine Ziegelfabrik, sowie das Schloss Šimonovany.

- Štrkovec liegt östlich des Zentrums und ist der Ort, wo die Stadt gegründet wurde und in dem Wohnsiedlungen gebaut wurden, als der tschechische Unternehmer Tomáš Baťa seine Schuhfabrik baute.

- Šípok ist der einzige Stadtteil südlich des Flusses Nitra. Es ist das jüngste Viertel, das in den 1980er-Jahren entstand.

### Veľké Bielice
Ein kleiner Ort westlich des Flusses Nitrica, am Rand der Stadt in Richtung Topoľčany.

### Malé Bielice
Es finden sich hier der Flugplatz von Partizánske, sowie ein Observatorium.

### Návojovce
Ein kleines Dorf ein paar Kilometer außerhalb der Stadt in Richtung Hradište.

## Bevölkerung
| Jahr                | 1994   | 2004    | 2014    | 2024     |
| ------------------- | ------ | ------- | ------- | -------- |
| Anzahl der Personen | 25.621 | 24.581  | 23.436  | 20.338   |
| Unterschied         |        | −4,05 % | −4,65 % | −13,21 % |

| Jahr                | 2023   | 2024    |
| ------------------- | ------ | ------- |
| Anzahl der Personen | 20.607 | 20.338  |
| Unterschied         |        | −1,30 % |

### Ethnische Zugehörigkeit
Die große Mehrheit der Einwohner von Partizánske ist slowakisch, so gaben in der Volkszählung 2011
98,5 % der Personen, die Auskunft zu ihrer Volkszugehörigkeit gaben, an, Slowaken zu sein.
| Zugehörigkeit | Anzahl | Anteil |
| ------------- | ------ | ------ |
| slowakisch    | 21.634 | 98,5 % |
| tschechisch   | 115    | 0,5 %  |
| ungarisch     | 51     | 0,2 %  |
| Roma          | 40     | 0,2 %  |
| Mährisch      | 20     | 0,1 %  |
| polnisch      | 12     | 0,1 %  |
| andere        | 83     | 0,4 %  |
| ohne Angabe   | 2.160  | —      |

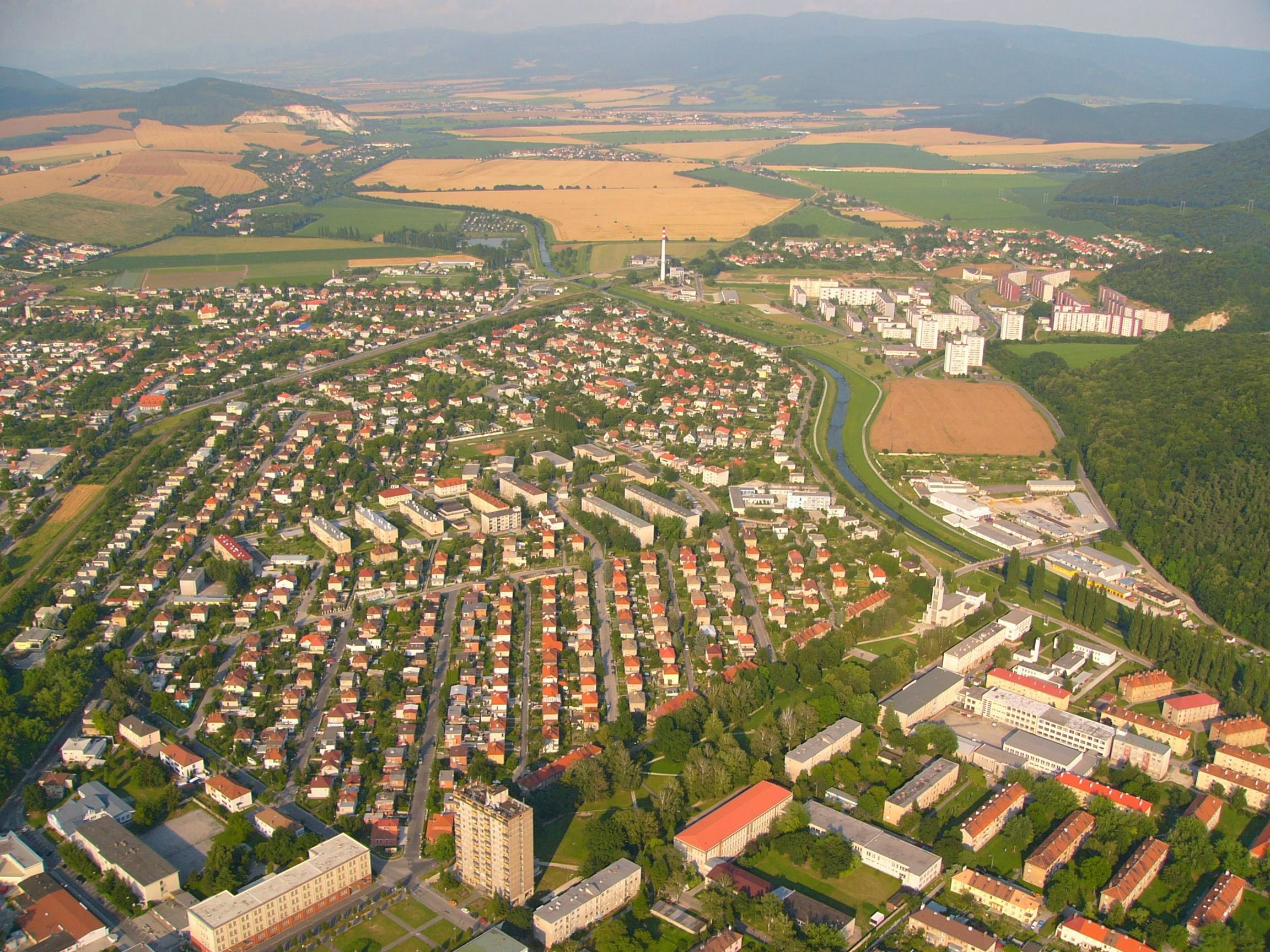
Blick auf den ursprünglichen Kern der Stadt
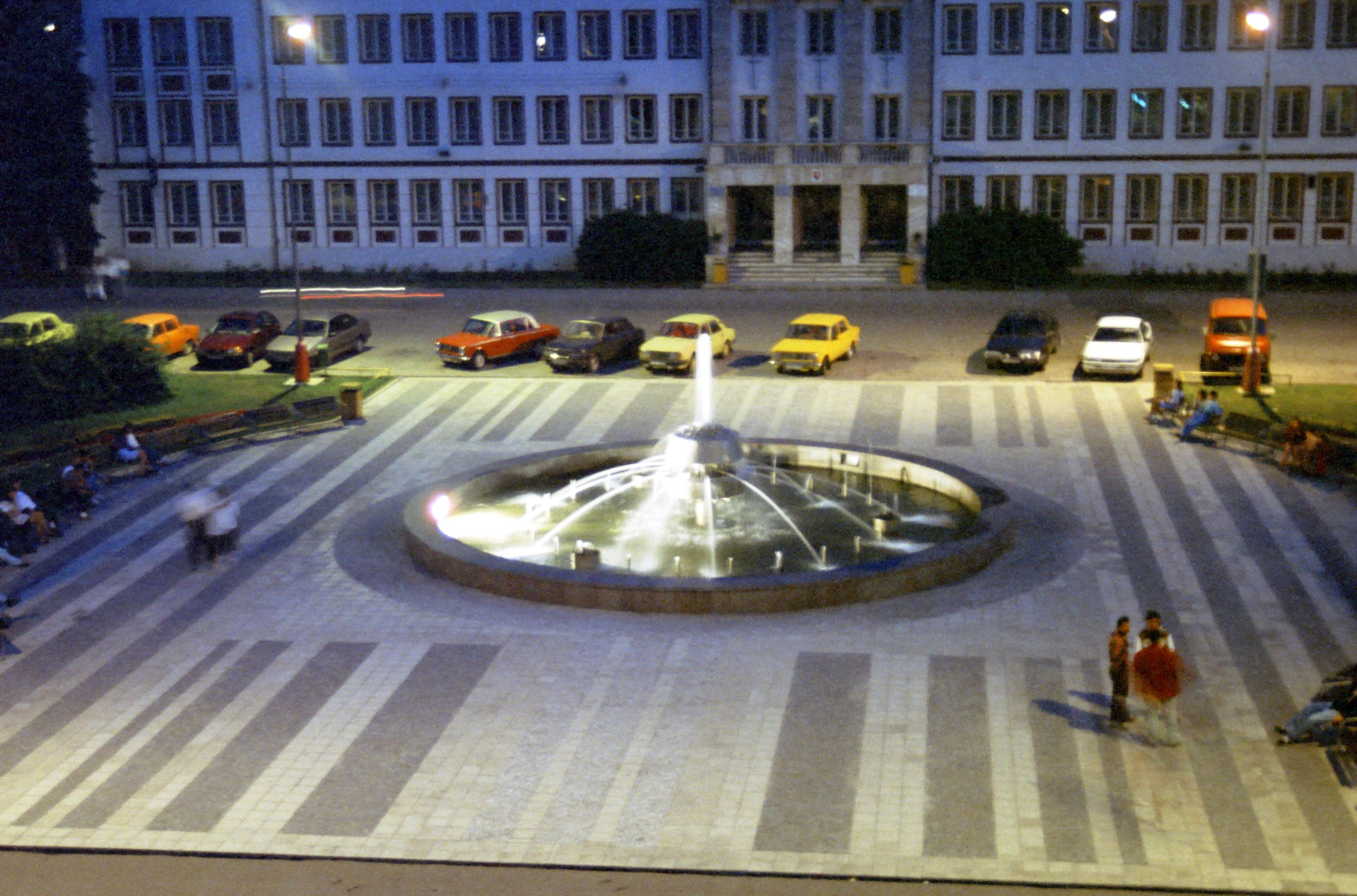
Stadtzentrum (1993)
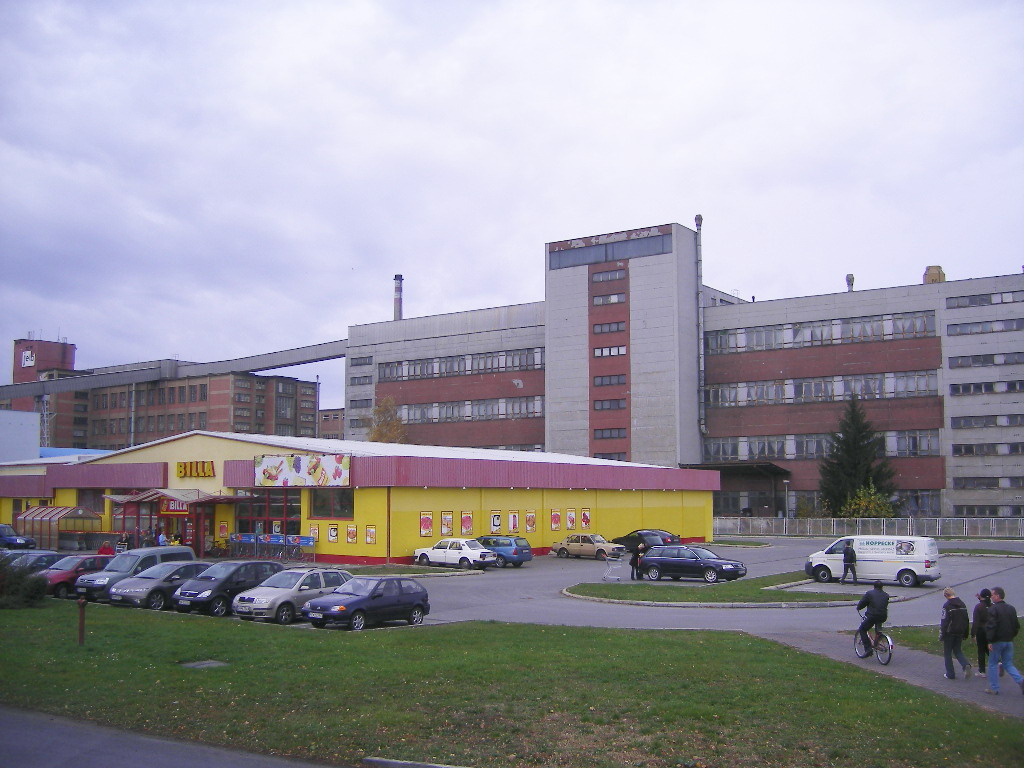
Fabrik Baťa
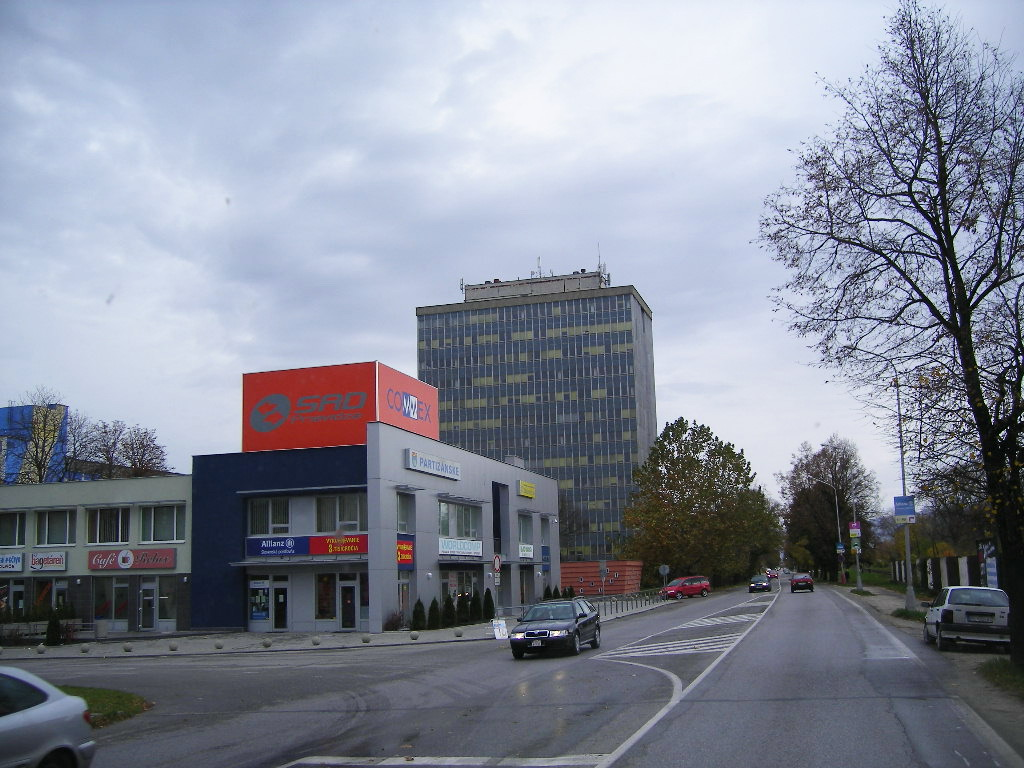
Hauptstraße
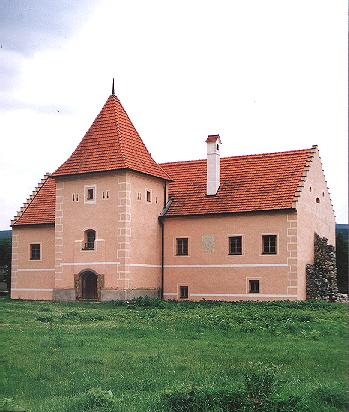
Schloß Šimonovany
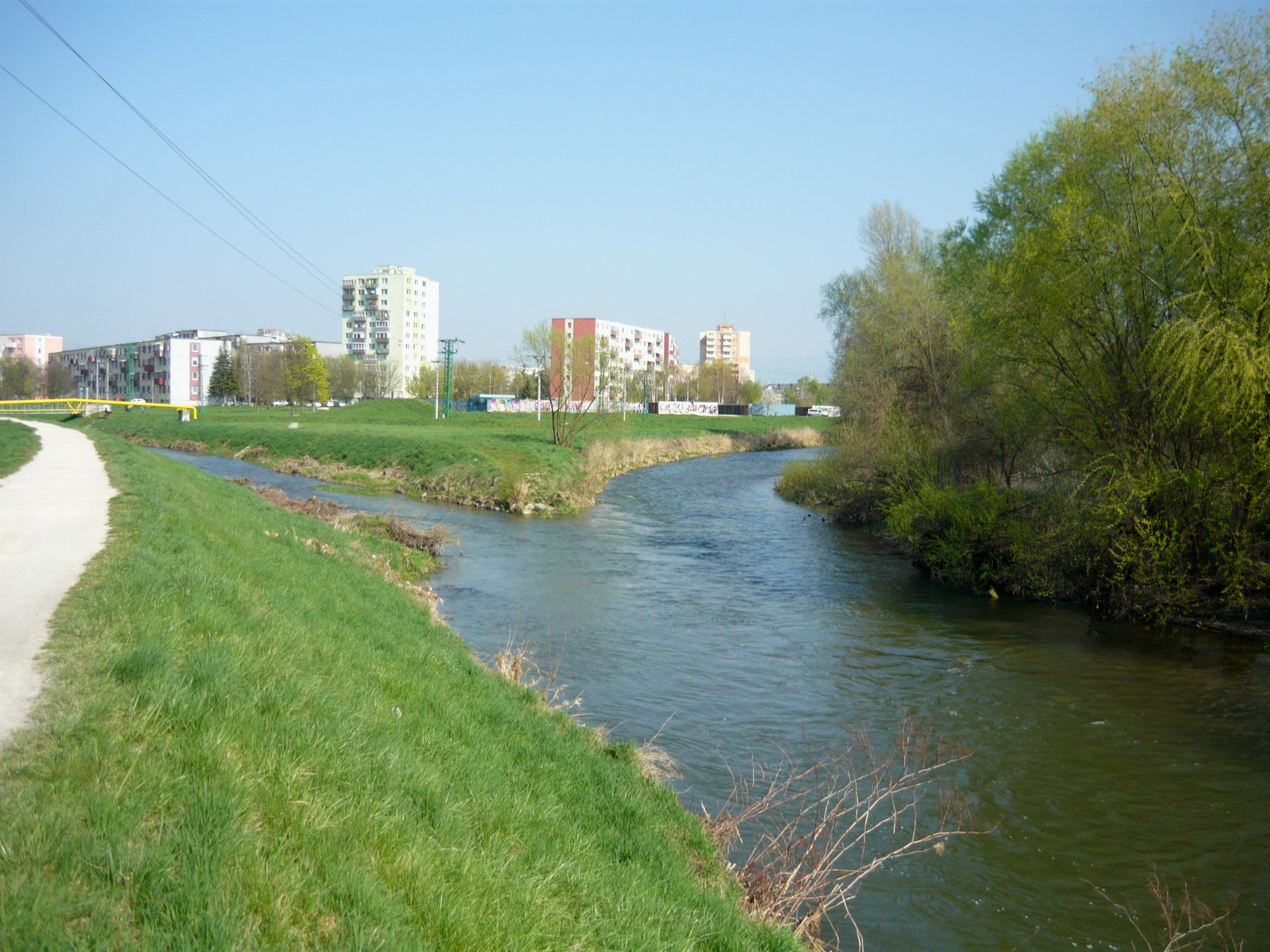
Der Zusammenfluss von Nitra und Nitrica

## Persönlichkeiten
In Partizánske wurde am 25. September 1951 Peter Dvorský, Opernsänger, Opernhausintendant und Festivalleiter, geboren.
- Martina Školková (* 1984), Handballspielerin
- Petra Popluhárová (* 1988), Handballspielerin